# Tredje Mosebog
Tredje Mosebog eller Leviticus (hebr. ויקרא Vayikra "Og Han kaldte", gr. (το) Λευιτικόν Leviticus, latin (sprog) Liber Leviticus "Levitbogen")) er den tredje bog i den tredjedel af den hebraiske hellige bog, tanakh, der udgør torahen (Mosebøgerne). I kristen sammenhæng er bogen det 3. skrift i Bibelens gamle testamente. Hovedindholdet i bogen er retsregler og leviternes (præsternes) ritualer. Bogen er en fortsættelse af lovstoffet, som Moses fik ved Sinai i Anden Mosebog. I bogen pointeres det, at præsterne kun må nedstamme fra Moses bror, ypperstepræsten Aron, som er af Levi stamme, og derfor skiller den sig ud fra alle andre stammer i Israel.
Bogen kan opdeles i syv afsnit, som behandler hver sit afgrænsede lovstof. Offerloven (3 Mos 1-7); Præsteloven (3 Mos 8-10); Renhedsloven (3 Mos 11-15); Forsoningsdagen (Yom Kippur) (3 Mos 16); Hellighedsloven (3 Mos 17-24); Sabbatår og jubelår, løn og straf (3 Mos 25-26); Løfter og afgifter (tiende) (3 Mos 27).

## Religiøs kontekst
Israelitterne er udvandret fra Egypten, og Gud følger folket som en skysøjle om dagen og som en ildsøjle om natten på deres vej gennem ørknen. Folket er nået til Sinaibjerget, hvor Gud først åbenbarede sig for Moses i den brændende tornebusk og nu igen åbenbarer sig for Moses og giver ham loven (Torah), som blandt andet indeholder De ti bud.

## Indhold
Ud over stentavlerne med dekalogen (de 10 bud) indeholder Tredje Mosebog lovstof om retsregler for samfundsliv, sabbat og festforordninger, afgifter til helligdommen og udførlige beskrivelser om, hvordan telthelligdommen skal indrettes. Tredje Mosebog fortsætter denne præsentation af loven og fortsætter med brugen af templet.

### Offerloven (3 Mos 1-7)
I begyndelsen af bogen præsenteres offerinstitutionen for israelitterne. Gud taler til Moses, og Moses bringer budskabet videre til folket.